# لئوریانو والنیلا لانز
لئوریانو والنیلا لانز (انگلیسی: Laureano Vallenilla Lanz; ۱۰ نوامبر ۱۸۷۰ – ۱۶ نوامبر ۱۹۳۶) تاریخ‌نگار، سیاست‌مدار، جامعه‌شناس، روزنامه‌نگار، دیپلمات و نویسنده اهل ونزوئلا بود.